# Jussup Edilbekowitsch Soslambekow
Jussup Edilbekowitsch Soslambekow (russisch Юсуп Эдилбекович Сосламбеков; * 1956 in Kasachische SSR, UdSSR; † 27. Juli 2000 in Moskau, Russland) war ein tschetschenischer Politiker und Staatsmann.

## Leben
Die aktive Phase der politischen Laufbahn von Edilbekow fällt auf die Zeit des Zusammenbruchs der Sowjetunion. Er war Mitglied des Allnationalen Kongresses des tschetschenischen Volkes, der obersten Staatsinstanz der selbsternannten Republik Tschetschenien, die vom Juni bis November 1991 existierte. Er galt als einer der Anführer der tschetschenischen Unabhängigkeitsbewegung.
Mit der Ausrufung der Tschetschenischen Republik Itschkerien wurde Edilbekow zum Verteidigungsminister ernannt und bekleidete diese Position bis 1992. Im selben Jahr wurde er für eine kurze Zeit zum Vorsitzenden des Ausschusses für auswärtige Angelegenheiten des tschetschenischen Parlaments berufen. Parallel war er Parlamentsvorsitzender. Ende 1992 wechselte Edilbekow zur Opposition.
Nach der Auflösung des Parlaments durch die Anhänger des Präsidenten Dschochar Dudajew zog Edilbekow nach Moskau, wo er eine „Exilregierung“ gründete. Nach dem Abzug der russischen Truppen gemäß dem Abkommen von Chassawjurt kehrte er 1996 nach Tschetschenien zurück.
Bei den Präsidentschaftswahlen in Tschetschenien 1997 erlangte Edilbekow 1 Prozent der Stimmen. Im September 1998 wurde er zum stellvertretenden Premierminister von Tschetschenien für Außenpolitik ernannt.
Edilbekow wurde bei einem Attentat am 18. Juli 2000 in Moskau durch mehrere Schüsse am Kopf schwer verletzt. Nach fast 10 Tagen in Koma starb er am 27. Juli.